# Monte Unzen
Il monte Unzen (雲仙岳?, Unzendake) è un gruppo vulcanico attivo costituito da diversi stratovulcani sovrapposti. Si trova vicino alla città di Shimabara, nella prefettura di Nagasaki sull'isola di Kyūshū, la terza per grandezza delle quattro isole principali del Giappone. Fu molto attivo nella prima metà degli anni novanta ed un'eruzione nel 1991 uccise 43 persone che vi assistevano, tra cui 3 vulcanologi.

## Descrizione
Il monte Unzen fa parte della penisola Shimabara, caratterizzata da una persistente attività vulcanica e i depositi vulcanici più antichi datano a oltre 6 milioni di anni fa.
Le cime più alte al momento sono Fugendake (普賢岳?) (1.359 metri) e Heisei Shinzan (平成新山?) (1.486 metri), quest'ultima sorta agli inizi del periodo Heisei (1989–).

## Le eruzioni
Nel 1792 il collasso di diversi suoi duomi di lava innescò uno tsunami che uccise circa 15.000 persone, nei disastri correlati ai vulcani, è il più catastrofico tra quelli avvenuti in Giappone.
Dopo il 1792, il vulcano rimase dormiente fino a quando, nel novembre 1989, ebbe inizio uno sciame sismico, avvenuto a una profondità tra i 20 e i 10 km. La prima eruzione di tipo pliniano iniziò nel novembre 1990, quindi nel maggio 1991 iniziò a fuoriuscire lava viscosa e povera di gas, che creò presto dei duomi. Pochi giorni dopo iniziarono i flussi piroclastici.
Le autorità effettuarono uno sgombero di emergenza di circa 12.000 abitanti del luogo. Il 3 giugno 1991 il vulcano eruttò violentemente, un flusso piroclastico arrivò a 4,5 km dal cratere e uccise 43 scienziati e giornalisti, compresi i vulcanologi Katia e Maurice Krafft e Harry Glicken.
Tra il 1991 e il 1994 circa 10.000 flussi piroclastici di minor entità distrussero 2.000 case. Nel 1995 le eruzioni, diminuite via via dal 1993, cessarono. Vennero costruite diverse dighe per la difesa dai lahar creati dalle forti piogge.
Il monte Unzen è stato incluso nei Vulcani del Decennio nel 1991.

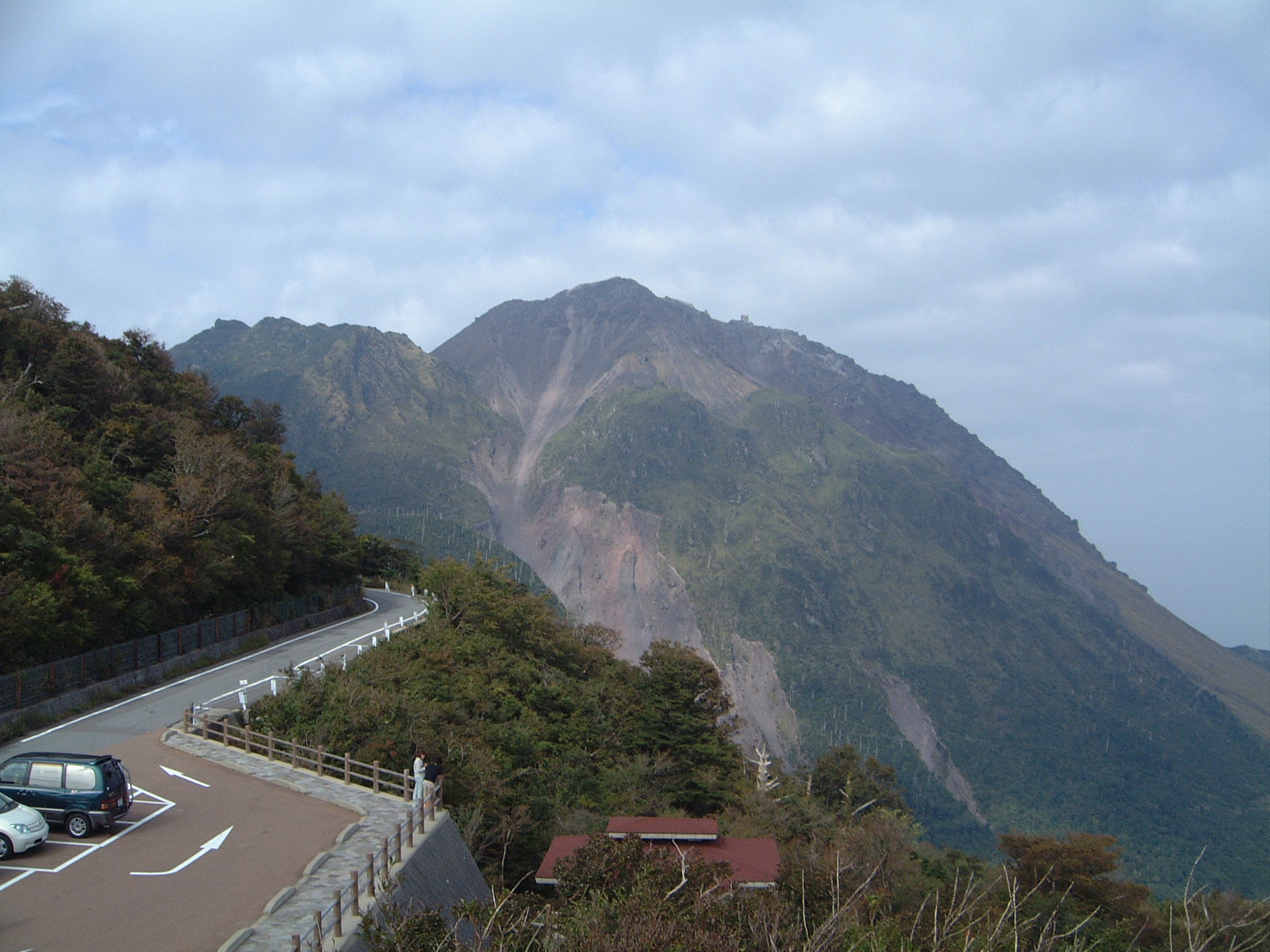
In lontananza, dal passo Nita, i picchi Fugendake (a sinistra) e Heisei-Shinzan
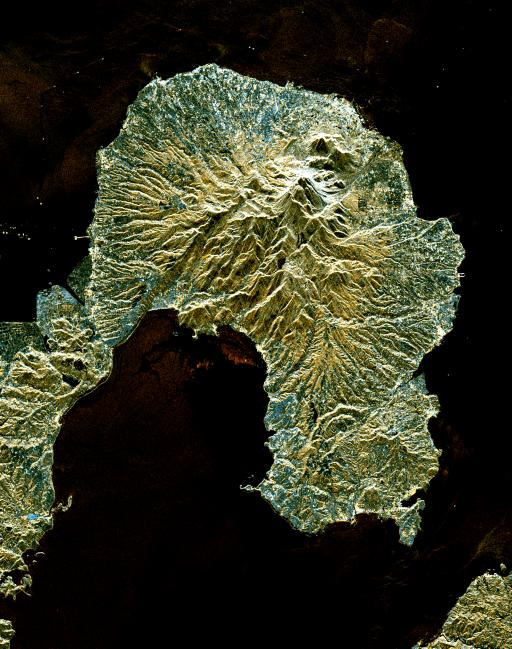
Immagine radar del monte Unzen dallo spazio

## Clima
| Monte Unzen (1991-2020) Fonte: JMA | Mesi         | Mesi         | Mesi         | Mesi        | Mesi        | Mesi        | Mesi        | Mesi        | Mesi        | Mesi        | Mesi        | Mesi         | Stagioni | Stagioni | Stagioni | Stagioni | Anno    |
| Monte Unzen (1991-2020) Fonte: JMA | Gen          | Feb          | Mar          | Apr         | Mag         | Giu         | Lug         | Ago         | Set         | Ott         | Nov         | Dic          | Inv      | Pri      | Est      | Aut      | Anno    |
| ---------------------------------- | ------------ | ------------ | ------------ | ----------- | ----------- | ----------- | ----------- | ----------- | ----------- | ----------- | ----------- | ------------ | -------- | -------- | -------- | -------- | ------- |
| T. max. media (°C)                 | 6,1          | 7,7          | 11,2         | 16,1        | 20,5        | 22,7        | 25,8        | 27,2        | 24,5        | 19,8        | 14,2        | 8,6          | 7,5      | 15,9     | 25,2     | 19,5     | 17,0    |
| T. media (°C)                      | 2,5          | 3,6          | 6,8          | 11,5        | 15,9        | 19,2        | 22,5        | 23,3        | 20,4        | 15,3        | 10,0        | 4,7          | 3,6      | 11,4     | 21,7     | 15,2     | 13,0    |
| T. min. media (°C)                 | −0,7         | −0,1         | 2,8          | 7,2         | 11,6        | 16,1        | 20,0        | 20,5        | 17,1        | 11,5        | 6,3         | 1,2          | 0,1      | 7,2      | 18,9     | 11,6     | 9,5     |
| T. max. assoluta (°C)              | 17,3 (1980)  | 18,2 (2014)  | 21,2 (2018)  | 25,3 (2004) | 29,4 (2000) | 31,0 (2004) | 32,8 (1994) | 33,2 (2017) | 30,5 (2010) | 27,6 (2016) | 22,5 (2003) | 18,6 (2018)  | 18,6     | 29,4     | 33,2     | 30,5     | 33,2    |
| T. min. assoluta (°C)              | −12,2 (1967) | −12,8 (1977) | −11,7 (1977) | −6,0 (1972) | 1,3 (1935)  | 7,6 (1974)  | 13,0 (1936) | 12,9 (1981) | 8,1 (1939)  | 0,3 (1942)  | −6,0 (1970) | −10,2 (1973) | −12,8    | −11,7    | 7,6      | −6,0     | −12,8   |
| Giorni di calura (Tmax ≥ 30 °C)    | 0,0          | 0,0          | 0,0          | 0,0         | 0,0         | 0,0         | 1,8         | 3,6         | 0,1         | 0,0         | 0,0         | 0,0          | 0,0      | 0,0      | 5,4      | 0,1      | 5,5     |
| Giorni di gelo (Tmin ≤ 0 °C)       | 20,1         | 16,9         | 7,5          | 0,4         | 0,0         | 0,0         | 0,0         | 0,0         | 0,0         | 0,0         | 1,1         | 12,9         | 49,9     | 7,9      | 0,0      | 1,1      | 58,9    |
| Giorni di ghiaccio (Tmax ≤ 0 °C)   | 1,6          | 0,8          | 0,0          | 0,0         | 0,0         | 0,0         | 0,0         | 0,0         | 0,0         | 0,0         | 0,0         | 0,5          | 2,9      | 0,0      | 0,0      | 0,0      | 2,9     |
| Nuvolosità (okta al giorno)        | 6,9          | 6,5          | 6,7          | 6,8         | 7,3         | 8,5         | 8,0         | 7,4         | 6,8         | 5,7         | 5,8         | 6,0          | 6,5      | 6,9      | 8,0      | 6,1      | 6,9     |
| Precipitazioni (mm)                | 88,2         | 129,2        | 202,5        | 253,3       | 265,1       | 575,4       | 513,6       | 314,4       | 260,7       | 132,8       | 123,5       | 103,1        | 320,5    | 720,9    | 1 403,4  | 517,0    | 2 961,8 |
| Giorni di pioggia                  | 8,4          | 9,5          | 11,8         | 10,8        | 10,9        | 15,5        | 13,2        | 11,0        | 10,3        | 7,4         | 9,2         | 8,9          | 26,8     | 33,5     | 39,7     | 26,9     | 126,9   |
| Nevicate (cm)                      | 12           | 8            | 2            | 0           | 0           | 0           | 0           | 0           | 0           | 0           | 0           | 3            | 23       | 2        | 0        | 0        | 25      |
| Giorni di neve                     | 3,0          | 2,6          | 0,9          | 0,0         | 0,0         | 0,0         | 0,0         | 0,0         | 0,0         | 0,0         | 0,0         | 0,6          | 6,2      | 0,9      | 0,0      | 0,0      | 7,1     |
| Giorni di nebbia                   | 6,3          | 7,6          | 8,2          | 8,7         | 8,5         | 13,3        | 15,1        | 7,5         | 4,7         | 3,2         | 6,0         | 7,9          | 21,8     | 25,4     | 35,9     | 13,9     | 97,0    |
| Umidità relativa media (%)         | 78           | 76           | 75           | 74          | 76          | 86          | 90          | 86          | 83          | 79          | 80          | 78           | 77,3     | 75       | 87,3     | 80,7     | 80,1    |
| Ore di soleggiamento mensili       | 88,4         | 101,9        | 133,6        | 149,7       | 159,6       | 94,2        | 105,8       | 132,3       | 123,6       | 140,6       | 108,8       | 96,4         | 286,7    | 442,9    | 332,3    | 373,0    | 1 434,9 |
| Pressione a 0 metri s.l.m. (hPa)   | 940,4        | 939,7        | 938,2        | 936,6       | 934,7       | 932,3       | 933,6       | 933,9       | 935,7       | 939,2       | 941,3       | 941,6        | 940,6    | 936,5    | 933,3    | 938,7    | 937,3   |
| Tensione di vapore (hPa)           | 5,9          | 6,3          | 7,7          | 10,2        | 13,6        | 19,1        | 24,4        | 24,6        | 20,0        | 13,9        | 10,1        | 6,9          | 6,4      | 10,5     | 22,7     | 14,7     | 13,6    |
| Vento (direzione-m/s)              | WNW 4,5      | WNW 5,0      | WNW 5,0      | WNW 5,0     | WNW 4,8     | WSW 4,6     | WSW 5,3     | WSW 4,3     | ESE 4,6     | NE 4,7      | WNW 4,3     | WNW 4,8      | 4,8      | 4,9      | 4,7      | 4,5      | 4,7     |